# Équevillon
Équevillon é uma comuna francesa na região administrativa de Borgonha-Franco-Condado, no departamento de Jura. Estende-se por uma área de 4,84 km². Em 2010 a comuna tinha 595 habitantes (densidade: 122,9 hab./km²).